# Cửa Việt (tạp chí)
Cửa Việt là tạp chí của Hội Văn học Nghệ thuật tỉnh Quảng Trị xuất bản sau khi tách khỏi tỉnh Bình Trị Thiên. Xuất hiện trong thời ký bắt đầu "Đổi Mới" và "Cởi Mở" tại Việt Nam, tạp chí này nhanh chóng quy tụ được nhiều cây bút có tư tưởng đổi mới có tên tuổi và được độc giả mến mộ, tìm đọc nhất trong nước lúc đó. Tuy nhiên, sau đó Cửa Việt bị tạm dừng hoạt động, số cuối của bộ đầu tiên là số 17 xuất bản tháng 10 năm 1992. Đến năm 1994, tạp chí Cửa Việt sáp nhập với tạp chí Văn hóa Quảng Trị để tái bản bộ mới và liên tục phát hành đến nay, định kỳ hàng tháng. Từ năm 2021, ngoài số báo hằng tháng, mỗi quý tạp chí xuất bản thêm một số tạp chí Cửa Việt chuyên đề khổ lớn 20x29.

## Lịch sử hình thành và phát triển
Tháng 7 năm 1989, tỉnh Quảng Trị được tái lập. Cùng với việc hình thành đầy đủ các sở, ban ngành, đoàn thể của tỉnh, Sở Văn hoá Thông tin và Hội Văn học Nghệ thuật Quảng Trị cũng đã được thành lập. Đại hội Thành lập Hội Văn học Nghệ thuật Quảng trị đã được tổ chức tại Thị xã Quảng Trị. Ban Chấp hành lâm thời của Hội do Nhà văn Hoàng Phủ Ngọc Tường làm Tổng thư kí. Từ đây, văn nghệ sĩ Quảng Trị đã thật có được ngôI nhà chung để cùng nhau lao động sáng tạo.
Giai đoạn này cũng là thời điểm công cuộc đổi mới đất nước do Đảng khởi xướng và lãnh đạo đã bắt đầu thấm sâu vào đời sống xã hội. Trước yêu cầu bức thiết của đời sống văn hoá văn nghệ tỉnh nhà, tạp chí Cửa Việt đã ra đời. Đây là diễn đàn chính thức của Văn nghệ sĩ Quảng Trị và cũng là nơi ươm mầm cho nhiều tài năng sáng tạo lâu dài cho quê hương. Ngoài việc giới thiệu các sáng tác Văn học Nghệ thuật trên tất cả cấc chuyên ngành như văn học, sân khấu, hội hoạ, nhiếp ảnh, âm nhạc...tạp chí Cửa Việt còn đảm nhận chức năng sưu tầm. nghiên cứu, giới thiệu bản sắc văn hoá Quảng Trị đến với bạn đọc cả nước và quốc tế. Cửa Việt đã trở thành cửa ngõ giao lưu kết bạn với đội ngũ văn nghệ sĩ , các nhà nghiên cứu lich sử văn hoá trên khắp mọi miền dất nước.
Giai đoạn 1990 - 1992 (còn được gọi là Cửa Việt bộ cũ)
Chỉ một thời gian ngắn sau khi lập lại tỉnh Quảng Trị, UBND tỉnh đã có quyết định thành lập tạp chí Cửa Việt với tôn chỉ mục đích là diễn đàn văn học nghệ thuật của văn nghệ sĩ Quảng trị, nơi giao lưu, gặp gỡ cùng bạn bè văn nghệ cả nước và cũng là mảnh đất ươm tài năng cho sự nghiệp sáng tạo trên mảnh đất sâu nặng nghĩa tình.
Tạp chí Cửa Việt trực thuộc Hội VHNT Quảng Trị. Nhà văn Hoàng Phủ Ngọc Tường được bổ nhiệm làm Tổng biên tập. Nhà văn Nguyễn Quang Lập làm phó Tổng biên tập.
Trụ sở Tạp chí Cửa Việt đặt tại Thị xã Quảng Trị. Cửa Việt bộ cũ đã tồn tại gần 3 năm, xuất bản 17 số.
- Thời kỳ đầu, Cửa Việt xuất bản 2 tháng/ số với giấy phép tạm thời cấp theo từng số của Bộ Thông tin, sau đó là Bộ Văn hoá Thông tin, Thể thao và Du lịch. Năm 1990 xuất bản 5 số, khổ 16x24, 96 trang. Năm 1991: xuất bản 6 số.
- Năm 1992: xuất bản 6 số theo giấy phép thường xuyên của Bộ Văn hoá thông tin Thể thao và Du lịch với 1số/tháng.
Đình bản
Tháng 10/1992, sau khi số 17 được xuất bản, Tạp chi Cửa Việt tạm thời đình bản để củng cố tổ chức toà soạn. Đây là giai đoạn đầu của thời kỳ đổi mới nên nhiều vấn đề về tự do, dân chủ trong sáng tác văn nghệ cũng như trong đời sống xã hội đang mày mò, thể nghiệm cả đối với văn nghệ sĩ lẫn công chúng. Tạp chí Cửa Việt bị đình bản được coi như một " tai nạn" nghề nghiệp, nó càng đúc rút thêm cho những người làm báo văn nghệ nhiều bài học bổ ích.
Chỉ với 17 số đầu tiên ra mắt bạn đọc, nhưng Cửa Việt ( bộ cũ) đã tạo được một dấu ấn rõ nét trong lòng bạn đọc cả nước. Với khát vọng đổi mới và mở cửa, Ban biên tập Cửa Việt đã cố gắng tập họp được một số bạn đọc, bạn viết có bản sắc, giọng nói riêng, tạo nên một tạp chí văn nghệ khá sôI động.
Giai đoạn 1994 – 1998 (Cửa Việt bộ mới)
Tháng 4/1994, UBND tỉnh đã có quyết định sáp nhập Tạp chí Cửa Việt và Tạp chí Văn hoá Quảng Trị thành một đơn vị lấy tên Tạp chí Cửa Viêt nhưng trực thuộc Sở Văn hoá Thông tin.
Nhà văn Xuân Đức (TBT tạp chí Văn hóa Quảng Trị) giữ chức Tổng biên tập.
Trụ sở Tạp chí Cửa Việt  bộ mới) ở 27 Trần Hưng Đạo, thị xã Đông Hà.
Tạp chí Cửa Việt (bộ mới) đã cố gắng duy trì và phát triển ngày càng rộng rãi đội ngũ cộng tác viên trong tỉnh cũng như cả nước, không ngừng nâng cao chất lượng bài vở và mỹ thuật trình bày, tìm nhiều giảI pháp phát hành với số lượng ổn định. Với định kỳ xuất bản 1 số/tháng, số lượng được duy tưồit 1500 đến 2000 bản/số, có thể khẳng định Tạp chí Cửa Viêt đã trở thành một tờ báo văn nghệ địa phương có số lượng phát hành lớn.
Đầu năm 1995, nhà văn Xuân Đức được bổ nhiệm làm Giám đốc Sở Văn hoá thông tin. Nhà thơ Lê thị Mây từ Tạp chí Sông Hương được mời chuyển về Quảng Trị để làm phó Tổng biên tập, rồi sau đó bổ nhiệm làm Tổng biên tập Tạp chí Cửa Việt thay nhà văn Xuân Đức.
Nhà văn Cao Hạnh được điều động từ Trung tâm Văn hoá thông tin về giữ chức phó Tổng biên tập.
Từ khi Cửa Việt (bộ mới) ra đời cho đến tháng 3/1998 trước khi chuyển chủ quản trở về Hội VHNT, đã xuất bản 47 số.
Giai đoạn 1998 đến nay.
Thể theo nguyện vọng của tất cả Hội viên Hội VHNT, căn cứ vào tình hình ổn định của đơn vị, ngày 11/3/1998, Tạp chí Cửa Việt được chuyển giao trách nhiệm chủ quản trở về Hội Văn học nghệ thuật tỉnh.
Nhà văn Cao Hạnh được bổ nhiệm Tổng biên tập. Nhà nghiên cứu Văn hoá dân gian Y Thi làm phó tổng biên tập.
Năm 2013, nhà văn Thùy Liên (Thư ký tòa soạn) được bổ nhiệm Tổng biên tập.
Năm 2020, nhà văn Đoàn Phương Nam được điều động từ Sở Thông tin và truyền thông Quảng Trị về và bổ nhiệm Tổng biên tập.
Tạp chí Cửa Việt đến nay (4/2022) đã xuất bản đến số 331 số hằng tháng, dung lượng 96 trang, kích thước 14x24cm. Số báo hằng quý Cửa Việt chuyên đề đã có 4 số phát hành, dung lượng 60 trang, kích thước 20x29.
Trụ sở hiện nay: 128 Trần Hưng Đạo, thành phố Đông Hà

## Ban biên tập
Tạp chí hoạt động theo giấy phép của Bộ Thông tin Việt Nam (2 số đầu giấy phép số 83/BTT cấp ngày 15 năm 2 năm 1990, từ số 3 giấy phép số 25/BC-GPXB của Bộ Văn hóa-ThôngTin-Thể thao và Du lịch cấp ngày 17 năm 4 năm 1990), định kỳ 2 tháng một số. Số 1 được xuất bản tháng 2 năm 1990. 

### Ban biên tập bộ đầu tiên
được ghi ở trang bìa 2 như sau:
- Hoàng Phủ Ngọc Tường (Tổng biên tập)
- Nguyễn Quang Lập (Phó Tổng biên tập)
- Lê Anh
- Trương Bé
- Xuân Đàm
- Xuân Đức
- Sĩ Sô
- Hoàng Phủ Ngọc Phan (TP. Hồ Chí Minh)
- Nguyễn Trọng Tạo (Huế)
- Ngô Thảo (Hà Nội)
- Y Thi (Trưởng ban trị sự)
- Trình bày mỹ thuật: Nguyễn Trọng Tạo

### Tổng biên tập xưa và nay
- Hoàng Phủ Ngọc Tường
- Lê Thị Mây
- Xuân Đức
- Cao Hạnh
- Thùy Liên
- Đoàn Phương Nam

## Nhận định
Từ năm 1990 - 1992, chia lại tỉnh, Nhà văn Hoàng Phủ Ngọc Tường là Tổng Biên tập Tạp chí Cửa Việt. Tuy là Tạp chí văn nghệ của một tỉnh lẻ nơi miền Trung heo hút, thế mà Hoàng Phủ Ngọc Tường đã biến nó thành một tạp chí được độc giả mến mộ, tìm đọc nhất trong nước lúc đó. Vì Tạp chí đã thể hiện được một quan điểm sáng tác mới mẻ theo ý tưởng tự do sáng tạo, nói thẳng nói thật vì sự tiến bộ xã hội, vì văn minh đất nước. Rất nhiều những cây bút có tư tưởng đổi mới có tên tuổi từ Hà Nội, Sài Gòn, Paris như Hoàng Ngọc Hiến, Phạm Xuân Nguyên, Hoàng Cầm, Vương Trí Nhàn, Nguyễn Thị Hoàng, Lữ Phương, Trần Độ, Lê Bá Đảng, Bùi Minh Quốc, Phùng Quán đã gửi bài đăng tạp chí. Mới 17 số, Tạp chí Cửa Việt đã làm cho những người quản lý Văn nghệ theo lối cũ chưa đồng tình và yê cầu đình bản.

## Thành tích
Tạp chí Cửa Việt đã nhận được nhiều bằng khen, giấy khen, giải thưởng của các cấp, các ngành.
Năm 2018: Bằng khen của Chính phủ.
Năm 2021: Giải khuyến khích bìa báo tết ấn tượng do Hội Nhà báo Việt Nam trao tặng.